# 前665年
| 千纪： | 前1千纪 |
| 世纪： | 前8世纪 \| 前7世纪 \| 前6世纪 |
| 年代： | 前690年代 \| 前680年代 \| 前670年代 \| 前660年代 \| 前650年代 \| 前640年代 \| 前630年代                                                                                           |
| 年份： | 前670年 \| 前669年 \| 前668年 \| 前667年 \| 前666年 \| 前665年 \| 前664年 \| 前663年 \| 前662年 \| 前661年 \| 前660年                                                             |
| 纪年： | 周惠王十二年 魯莊公二十九年 齊桓公二十一年 晉献公十二年 秦宣公十一年 宋桓公十七年 楚成王七年 衛懿公四年 陳宣公二十八年 蔡穆侯十年 曹僖公六年 郑文公八年 燕庄公二十六年 杞德公八年 |

## 大事记
- 春季，鲁国新造延厩。《春秋》记载是不合时令。
- 夏季，郑攻许之战，鄭國侵許國邊界。
- 秋季，鲁国发现蜚盘虫，成了灾。
- 冬季十二月，鲁国在诸地和防地筑城。
- 周大夫樊皮，據樊邑（河南濟源）叛周惠王。

## 出生
- 奚齊，晉献公之子

## 逝世
- 紀叔姬，鲁惠公之女